# Dime (utwór muzyczny Beth)
Dime – utwór hiszpańskiej piosenkarka Beth i wydany w formie singla w 2003 jako bonusowa piosenka na debiutanckim albumie studyjnym artystki pt. Otra realidad. Piosenkę napisali Jesús María Pérez i Amaya Martínez.

## Historia utworu
Utwór został napisany i skomponowany w 2003 przez Jesúsa Maríę Péreza i Amayę Martínez. Aranżację piosenki stworzył Joaquin „Quim” Quer, producentami zostali bracia Toni i Xasqui Ten, założyciele firmy Ten Productions.
Główny wokal w utworze zarejestrowała Elisabeth Rodergas, wokalnie wsparli ją Carles Torregrosa i Odette Tellería, a gitarę nagrał Luis Robisco.
Teledysk do piosenki został nakręcony na początku marca w Barcelonie.
10 lutego 2003 utwór zwyciężył w finale drugiej edycji programu Operación Triunfo, dzięki czemu został propozycją reprezentującą Hiszpanię w 48. Konkursie Piosenki Eurowizji. W maju zajął 8. miejsce, zdobywszy 81 punktów.

## Lista utworów
CD single
1. „Dime” – 3:00
2. „Dime” (Video) – 3:00

## Notowania na listach przebojów
| Kraj      | Lista (2003)   | Miejsce |
| --------- | -------------- | ------- |
| Hiszpania | Top 50 Singles | 1       |